# Трек вокруг Манаслу
«Трек вокруг Манаслу» (англ. Manaslu Circuit) — пеший туристский маршрут в Непале, проходящий вокруг горного массива Мансири-Гимал (Манаслу-Гимал).
Трек проходит по горным тропам, соединяющим основные населённые пункты данного района. Продолжительность похода — около 14 дней. Наивысшая точка маршрута — перевал Ларкья-Ла (5106 м). Часть трека совпадает с тропой другого популярного маршрута — «Трека вокруг Аннапурны».
Преодолеть маршрут можно без бивачного снаряжения — местное население содержит гостевые дома для путешествующих по треку туристов.
Для пребывания в заповедных местах, через которые проходит «Трек вокруг Манаслу», иностранцам необходимы разрешительные документы, которые можно оформить в офисах Комитета по туризму Непала (англ. Nepal Tourism Board (NTB)) или в туристических агентствах Катманду и Покхары.